# ライムストーン郡 (アラバマ州)
ライムストーン郡（英: Limestone County）は、アメリカ合衆国アラバマ州の郡である。人口は10万3570人（2020年）。郡庁所在地はアセンズ。郡の名前は、地元の小川であるライムストーン・クリークが語源である。ライムストーン郡は禁酒郡（ドライ・カントリー、dry county）であるが、アセンズはこの対象外（ウェット・シティ、wet city）である。ハンツビル・ディケーター合同統計地域に含まれる。

## 歴史
ライムストーン郡は、1818年2月6日に設立された。
ライムストーン郡の保安官は7期、今期末で28年在任になるマイク・ブレイクリーである。保安官の任期は4年であり、多任期の制限はない。

## 地理
アメリカ国勢調査局によると、ライムストーン郡の総面積は1,572 km2（607 mi2）である。そのうち1,471 km2（568 mi2）は陸地であり、6.43 %の101 km2（39 mi2）は水域である。

### 主な高速道路
- 州間高速道路65号線
- 州間高速道路565号線
- アメリカ国道 31号線
- アメリカ国道 72号線
- アラバマ州道 99号線

### 鉄道
- CSXトランスポーテーション
- ノーフォーク・サザン鉄道

### 河川
- テネシー川

### 隣接郡
- ジャイルズ郡 (テネシー州)（北）
- リンカーン郡 (テネシー州)（北東）
- マディソン郡（東）
- モーガン郡（テネシー川を挟んで南東）
- ローレンス郡（テネシー川を挟んで南西）
- ローダーデール郡（エルク川を挟んで西）

## 人口統計
| 国勢調査年 | 人口(人) |
| ---------- | -------- |
| 2020年     | 103,570  |
| 2010年     | 82,782   |
| 2000年     | 69,387   |
| 1990年     | 54,135   |
| 1980年     | 46,005   |
| 1970年     | 41,699   |
| 1960年     | 36,513   |
| 1950年     | 35,766   |
| 1940年     | 35,642   |
| 1930年     | 36,629   |
| 1920年     | 31,341   |
| 1910年     | 26,880   |
| 1900年     | 22,387   |

ライムストーン郡の人口ピラミッド（2000年）

2000年国勢調査で、ライムストーン郡は、65,676人、24,688世帯、18,219家族が暮らしている。人口密度は、45人/km2（116人/mi2）である。26,897戸の住宅が、平均密度18戸/km2（47戸/mi2）で建っている。人種構成は、白人83.79 %、アフリカ系アメリカ人13.33 %、ネイティブ・アメリカン0.46 %、アジア系0.35 %、太平洋諸島系0.02 %、その他の人種1.14 %、及び混血0.91 %である。また、人口の2.65 %は、ヒスパニックまたはラテン系でもある。
24,688の世帯のうち34.80%が18歳未満のと同居しており、60.00 %は夫婦同居である。10.40 %は夫のいない女性が世帯主の世帯であり、26.20 %は非家族である。すべての世帯のうち23.40 %は単身世帯であるが、8.90%は65歳以上の単身世帯である。1世帯あたりの人数は2.55人であり、1家族のあたりの人数は3.02人である。
郡の人口分布は、18歳未満が24.90 %、18歳から24歳までが8.80 %、25歳から44歳までが32.10 %、45歳から64歳までが23.10 %、65歳以上が11.10 %であり、平均年齢は36歳である。女性100人あたり男性は103.10人いる。18歳以上では、女性100人あたり男性は101.80人いる。
郡の1世帯あたりの年間所得は37,405ドルであり、1家族あたりの年間所得は45,146ドルである。男性の平均年間所得は35,743ドルで、女性の平均年間所得は23,389ドルである。郡全体の国民1人あたりの年間所得は、17,782ドルである。およそ9.80%の家族と12.30%の住民は、貧困線以下である。全人口のうち18歳未満の16.20 %と65歳以上の14.60 %が貧困線以下の生活を送っている。

## 都市と町
- アセンズ
- ディケーター（ディケーターの大部分は、モーガン郡にある）
- ハンツビル（ハンツビルの大部分は、マディソン郡にある）
- マディソン（マディソンの大部分は、マディソン郡にある）

## 教育
- ライムストーン公立小中学校 (Limestone County Schools)
- カルフーン・コミュニティ・カレッジ
- アセンズ州立大学